# OKB
OKB a Szovjetunióban a repülés, a rakétatechnika és általában a hadiipar területén működő Kísérleti Tervezőiroda vagy Különleges Tervezőiroda orosz elnevezésének rövidítése (ОКБ – Опытно-конструкторское бюро, vagy отдельное /особое/ конструкторское бюро). Az önállóan, vagy valamelyik gyártó üzem mellett, vagy annak kötelékében működő tervezőirodák legtöbbször kódszámmal, ritkábban névvel is rendelkeztek.  A tervezőiroda kódszáma sokszor megegyezett a sorozatgyártást végző üzem kódszámával. Például az OKB–155 a Szovjetunió Repülőgépipari Minisztériuma A. I. Mikojan és M. I. Gurjevics nevét viselő Kísérleti Tervezőirodája, amely egyébként a 155. sz. repülőgépgyár mellett működött.
Használatos volt még a KB elnevezés a Tervezőiroda (КБ – конструкторское бюро), a CKB rövidítés a Központi Tervezőiroda (ЦКБ – Центральное конструкторское бюро) megnevezésére, valamint az SZKB a Speciális Tervezőiroda (СКБ – Специальное конструкторское бюро) jelölésére.

## Szovjet tervezőirodák

### Repülőgépek
- OKB–23 és OKB-482 – Mjasziscsev (M)
- PKB–31 – Moszkalev
- OKB–39 és OKB-240 – Iljusin (Il)
- OKB–49 – Berijev (Be)
- OKB–86 – Bartini
- OKB–51 – Polikarpov (Po), később Szuhoj (Szu)
- OKB–115 – Jakovlev (Jak)
- OKB–120 – Zsdanov, légcsavarok
- OKB–153 és OKB–473 – Antonov (An)
- OKB–155 – Mikojan–Gurjevics (MiG), ma: RSZK MiG
- OKB–156 – Tupoljev (Tu), továbbá Petljakov (Pe) és Arhangelszkij (Ar); ma: Tupoljev
- OKB–240 – Jermolajev (Jer)
- OKB–256 – Cibin (1959-ben a Mjasziscsev-irodából vált ki)
- OKB–301 – Lavocskin (La)
- OKB–458 – Csetverikov
- OKB–2–155 – Bereznyak–Iszajev (BI)

### Helikopterek
- OKB–329 – Mil (Mi)
- OKB–938 – Kamov (Ka)

### Hajtóművek
- OKB–19 – Svecov (AS), később Szolovjov, ma: Perm MKB (az Aviadvigatyel része)
- OKB–20 – Klimov, ma: Omszk-Motor
- OKB–26, OKB–45 és OKB–117 – Klimov, az OKB–45 az OKB–165-be olvadt be
- OKB–165 – Ljulka, később Ljulka-Szaturn, 2001-től a Ribinszki Motorgyárral együtt alkotják az NPO Szaturn vállalatot
- OKB–276 – Kuznyecov, később: NK-Motor
- OKB–300 – Mikulin (AM), később Tumanszkij
- OKB–456 – Glusko (gázdinamikai laboratórium), ma: NPO Enyergomas
- OKB–478 – Ivcsenko és Lotarjov, ma Ivcsenko–Progresz, a Motor Szics gyár részeként működik (Zaporizzsja, Ukrajna)

### Rakéták és rakétahajtóművek
- OKB–1 – Koroljov, ma: RKK Enyergija
- OKB–2 – Tritko
- OKB–4 – Bisznovat, ma: NPO Molnyija
- OKB–52 – Cselomej, ma: NPO Masinosztrojenyije
- OKB–134 – Toporov
- OKB–586 – Mihail Kuzmics Jangel (OKB Juzsnoje), ma: Pivdenne (Dnyipro, Ukrajna)

## Egyéb fegyverek és fegyverrendszerek
- OKB–9 – Fjodor Fjodorovics Petrov, lövegek
- OKB–124 – hűtőrendszerek